# Марксистко-ленинска философия
Марксистко-ленинската философия се основава на марксистката теория на материализма. Представлява специфично направление във философията, силно повлияно от материалистичния подход към теорията, развита от Карл Маркс и неговите последователи. Може условно да бъде разделена на марксическа философия на Запада и официална философия на Съветския съюз. Последната включва разработки на Владимир Ленин и придобива известност след 30-те години на ХХ век в Съветския съюз, а по-късно – и в други социалистически страни, като „диамат“ (съкратеното название на диалектическия материализъм).
Марксистко-ленинската философия губи своето световно значение, след като Съветският съюз се разпада, а КПСС е забранена на територията на Русия след неуспешния августовски пуч през 1991 г.
Названието „марксистка философия“ не е съвсем точно, но се е наложило в употреба. Това учение съдържа редица постановки от най-разнообразни области на познанието като естетика, етика, онтология, епистемология и философия на науката. Оказва влияние върху политическата философия и философията на историята.
Марксистката философия е явно материалистична и дълбоко ангажирана с политическата практика като крайна цел на теоретичните разработки. Неин стремеж е извършването на световна социалистическа революция и построяването на безкласово общество.
Луи Алтюсер дефинира философията като „класова борба на теории“ и по този начин радикално се отделя от тези, които твърдят, че философите могат да възприемат един „божи поглед“ като напълно безпристрастни съдии.
Точно когато младият Маркс напуска университета и скъсва с немския идеализъм, той се среща с пролетариата. Тази среща му позволява да промени подхода си към практическите и теоретическите въпроси. Според Маркс интелектуалците не бива да ограничават дейността си до призиви към народните маси от своите столове; те трябва лично да взимат участие в социалните борби на своето време.

## Марксизмът и философията
Философът Етиен Балибар пише през 1993 г., че марксистка философия няма и никога няма да има, но от друга страна, в наши дни философските идеи на Маркс са по-важни от всякога. Така че дори самото съществуване на марксистката философия да е спорно (отговорът може да зависи от това какво значи „философия“ – въпрос, сложен сам по себе си), все пак доста философи изучават неговите идеи в тази област. Забележката на Балибар има за цел да обясни значимостта на последния ред в труда на Маркс „11 тезиса на Фойербах“ (1845 г.), който може да се изтълкува като епитафия за философията: „Философите само са обяснявали света, по различни начини, задачата е той да бъде променен.“
Ако това твърдение (което Маркс първоначално замисля като критика на немския идеализъм и на умерените младохегелианци), много или малко е в сила през ХХІ век, то тогава много марксисти ще твърдят, че марксовата теория е наистина практическото продължение на философската традиция, докато голямата част от философията е все още политически нерелевантна. Много критици марксисти и немарксисти смятат, че е твърде прибързано да се отхвърля постмарсистката философска традиция. Въпреки това силата на марксистката опозиция към хегелианския идеализъм, както и към всяка „философия“ откъсната от политическата практика остава силна дори за съвременния читател.
Марксистите и марксисткото влияние повлияват на теориите на ХХ век, като например Критичната теория на Франкфуртската школа, политическите трудове на Антонио Грамши и неомарксизма на Фредерик Джеймисън. Трябва да се вземе предвид и марксовото осъждане на философията, но независимо от това много философски мислители изпитват силна нужда да поправят разбираемите теоретични проблеми на ортодоксалния Марксизъм.
Такива проблеми може да включват твърде опростен икономически детерминизъм и незащитима теория на идеологията. Като например, „фалшиво съзнание“ или опростен модел на държавната мощ. Така че марксистките философи трябва да вземат предвид напредъка в хуманитарните науки постигнат след Маркс, но също така трябва да са внимателни да не се впуснат в сферата на чистата теория или изкушенията на идеализма.
Етиен Балибар твърди, че ако един философ трябва да бъде наречен „марксистки философ“, то той трябва да бъде несъмнено Луи Алтюсер. Алтюсер представя нова дефиниция за философията като я определя като „класова борба на теория“. Според него марксизмът има правилен смисъл (и оригинална проблематика) само дотолкова и тогава, когато теорията обосновава тенденцията към комунизъм и начинът за неговото реализиране. "Критерият за приемането или отхвърлянето на марксизмът винаги е бил един и същ, независимо дали е „епистемологичен“ или „философски“. Маркс винаги е бил в акта на представяне на разбираема комунистическа политика или не. 
Обаче Алтюсер никога неспира да поставя под въпрос представите за комунизма, който марксиската теория и идеология прокламират. Дори нещо повече – Алтюсер го прави за самия комунизъм. Алтюсер критикува еволюционния подход, който представя комунизма като крайния стадий на историята. Също така идеализираните представи, които ще превърнат комунизма в общество на прозрачността, „без противоречия“ или идеология. Балибар забелезва, че накрая Алтюсер се задоволява с най-трезвената дефиниция на комунизма, изложена от Маркс в Немската идеология: "Комунизмът не е държава от бъдещето, той е реално движение, което разбива съществуващата държава отвътре.

### Философията на Маркс
Има безброй интерпретации на „философията на Маркс“ както от марксисткото движение, така и от други школи. Въпреки че някои разделят марксовите трудове на „младия Маркс“ (или по конкретно „Из икономически и философски ръкописи“ от 1844 г.) и на „зрелия Маркс“. Някои дори разделят творчеството му на чисто философски, икономически, политически и исторически трудове. Етиен Балибар посочва, че трудовете на Маркс могат да се разделят на икономически („Капиталът“ 1867 г.), философски и на исторически, например Осемнадесетия Брюмер на Луи Наполеон и Гражданската война във Франция 1871 г., в която Маркс се занимава с Парижката комуна и я одобрява като първата „диктатура на пролетариата“.
Философията на Маркс е свързана с неговата критика на политикономията и с историческото му участие в работническото движение, като например „Критика на Готската програма и Комунистически манифест“, написан заедно с Енгелс (който по това време е наблюдавал Чартисткото движение) година преди революциите през 1848 г. След поражението на френското социалистическо движение, преврата на Луи Наполеон Бонапарт 1851 г. и след унищожаването на Парижката комуна, мисленето на Маркс се променя.
За корени на марксистката философия обикновено се приемат и посочват три източника: английската политикономия, френския републиканализъм и радикализъм, както и немската идеалистична философия. Въпреки че тези три източника са опростен модел за обяснение, те все пак съдържат известно количество истина.
От друга страна Castanzo Preve приписва четири източника на марксистката философия: Епикур (на който са посветени тезисите, Различията в естествената философия между Демокрит и Епикур 1841 г.) заради неговия материализъм и теория за clinamen, която отваря страната на свободата; Жан Жак Русо, от които идва идеята за егалитарната демокрация; Адам Смит, от които идва идеята, че основата на собствеността е труда, и накрая Хегел.
Грубият Марксизъм (или диалектическият материализъм) се разглежда като икономически детерминизъм, предполагащ, че идеологическата инфраструктура се определя от икономическата инфраструктура на обществото. Това е позитивното прочитане, което основно се базира на трудовете на Енгелс и неговите опити да аргументира „научния социализъм“ (израз, които се цени от Енгелс), но тези опити са оспорени от марксистките теоретици, като например, Грамши, Алтюсер и Етиен Балибар.

### Хегел
Маркс развива подробно теоретично схващане на политическата реалност рано в интелектуалната и активната си кариера чрез критичното приемане и радикализиране на Немската идеалистична мисъл и нейните категории през ХVІІІ и ХІХ век. От особено значение е и хегеловото присвояване на органистките и есенциалистките категории на Аристотел в светлината на трансценденталния ред на Имануел Кант. Маркс надстройва над четири негови приноса за самото ни разбиране на философията. Те са:
- - Заместване на мехеницизма и атомизма с органистките и есенциалистките категории на Аристотел.
  - Идеята, че световната история прогресира чрез стади (етапи).
  - Разликата между природната и историческата промяна.
  - Идеята, че диалектическата промяна се развива чрез противоречия в самата нея.

- Аристотеловия органицизъм и есенциализъм

Хегел заема позицията, че явленията и събитията се управляват от законите, а не от случайността. Някои погрешно са приписали на твърдения на Хегел, че явленията се уреждат от свръхестествени идеи и трансцендентни сили. Напротив Хегел се застъпва за органичнто единство между универсалното и специфичното. Специфичните явления не са просто символични на универсалността, а по-скоро, те се отнасят един към друг както частта се отнася до цялото. При отхвърлянето на идеята, че законите са просто описание или самостоятелни наземни явления, Хегел възражда Аристотеловата позиция, че закон или принцип е нещо, заложено в нещо, тоест потенциалност, която не е актуална, но която е в процес да стане действителна. Това означава, че ако искаме да знаем ръководния принцип на нещо, ние трябва да наблюдаваме характерните черти на жизнения процес и да разберем характерното му поведение. Чрез наблюдаването на мида само по себе си, ние никога неможем да заключим, че това е дъб. За да разберем какво е мида, а също и това какво е дъб, ние трябва да спазваме линията на развитие от едното нещо към другото. Явленията от историята възникват от цялата същност, която претърпява трансформация на формата си и има край или телос. За Хегел същността на човечеството е свободата и телоса на тази същност е актуализацията на тази свобода. Както Аристотел и Хегел смята, че същността на нещо се разкрива в целия типичен процес на развитие на това нещо. Погледнато чисто формално човешкото общество има естествена линия на развитие в съответствие с неговата същност, точно както всяко друго живо същество. Този процес на развитие се появява като последователност от етапи на световната история.
- Етапи на Световната история

Човешката история преминава през няколко етапа, всеки от които се материализира по-високо ниво на човешко съзнание за свобода. Всеки етап също има свои собствени принципи или закони според, които се развива и живее в съответствие с тази свобода. Но законът не е свободно стоящ. Той се доставя чрез действията на хората, които извират от техните нужди, страсти и интереси. Теологията според Хегел, не се противопоставя на ефективната причинно-следствена връзка, предоставена от страстта, а напротив, тя е подпомага. Хегел последователно слага повече акцент върху страстта отколкото на по-историческото определените интереси на мъжете. Приоритет, който Маркс ще обърне наопаки.
- Разликата между природните и историческите промени

Хегел разграничава за разлика от Аристотел, че когато се прилагат органичните, есенциалистки категории в сферата на човешката история, явления и промени трябва да се взима предвид различния характер на двете области. Според Хегел човешката история се стреми към съвършенство, но природата не. Маркс задълбочава и развива тази идея в твърдението си, че човечеството само по себе си може да адаптира обществото за свои собствени цели, а не да се адаптира към него. Природните и исторически промени, според Хегел имат два различни вида есенции. Органичните физични лица се развиват чрез прост процес, сравнително лесен за проучване поне в общи линии. Историческото развитие, обаче е по-сложен процес като специфичната разлика между двата процеса на развитие е диалектическия характер. Процеса естествено развитие протича по относително права линия от зародиша за да се реализира напълно и обратно до зародиша отново. Някоя злополука отвън може да пресече този процес на развитие, но ако бъде оставен да собствените си устройства, той ще действа по сравнително предвидим начин. Историческото развитие на обществото е сложно, защото в него играят силите на съзнанието и волята. Всъщност реализирана в развитието на човешкото общество е свободата, но свободата е точна в способността си да отрича главната линия на развитие и в нови непредвидими посоки. Същността на човечеството разкрива, че откровението е в същото време самата подривна дейност. Духът е постоянно във война със себе си. Това е противоречието съставляващо същността на духа.
- Противоречие

В развитието на нещо естествено като цяло няма противоречие между процеса на развитие и начина по които развитието трябва да се появи. Така прехода от един жълъд до един дъб се случва в относително непрекъснат поток на стадии. Когато промяната се извършва в същността, както го прави в процеса на еволюцията, ние можем да разберем промяната най-вече в механизми, като се използват принципите на генетиката и естествения подбор.
Историческият процес, обаче никога не се опитва да запази същността на първо място. Напротив той се развива чрез последователни форми. Това означава, че във всеки един момент по пътя на историческата промяна, има противоречие между това, което съществува и това, което е в процес на реализацията на естественото нещо. Както дървото е процеса, които до голяма степен сочи назад към себе си, така и всяка стъпка на процеса се извършва с цел възпроизвеждане на рода. В историческия процес обаче това, което съществува, това което е действително е несъвършено. Както се опитва да влезе в съществуване – свободата, която по своята същност отрича всичко преди това и всичко съществуващо, тъй като няма действително съществуваща човешка институция, чрез която е възможно да се олицетворява действително съществуващата човешка свобода. Така че този потенциал (свободата) никога не е инертен, но постоянно упражнява импулс към промяна.

### Скъсването с Немския идеализъм и младохегелианците
Маркс не учи заедно с Хегел, но след като Хегел умира, Маркс учи при един от учениците на Хегел, Бруно Бауер, лидер на кръга на младите хегелианци към, които Маркс се присъединява. Въпреки това, Маркс и Енгелс започват да не се съгласяват с Бруно и останалата част от младите хегелианци за социализма, а също и за използването на диалектиката на Хегел. След като приключва своята дисертация за разликите на естествената философия между Демокрит и Епикур през 1841 г., младият Маркс постепенно се отделя от пруския университет и неговото учение импрегнирано от немския идеализъм (Имануел Кант, Фихте, Шелинг и Хегел).
Заедно с Енгелс, които наблюдава чартиското движение в Обединеното кралство, Маркс се откъсва от средата, в която е израснал и започва да среща пролетариата във Франция и Германия. След това той написва една унищожителна критика на младите хегелианци в две книги „Светото семейство (1845 г.) и Немската идеология (1845 г.)“, в които той критикува не само Бауер, но също така и труда на Макс Щирнер „За егото и себе си“ (1844 г.), считан за един от основателите на индивидуалния анархизъм. Макс Щирнер твърди, че всички идеали по своята същност отчуждават и самата замяна на бог от човечеството, както твърди и Лудвиг Фойербах, (в труда си Същността на християнството 1841 г.), не е достатъчно. Според Щирнер идеалите, бог, човечеството, нацията или дори революцията отчуждават „Егото“. Маркс критикува и Прудон, които е станал известен с вика си „собствеността е кражба“, в труда си Бедността на философията (1845 г.). Ранните писания на Маркс са отговора му към Хегел, Немския идеализъм и скъсването с останалата част от младите хегелианци. Според собствения поглед на ролята си, Маркс твърди, че „обръща Хегел с главата надолу“ чрез завъртане на идеалистичната диалектика в материалистична и твърдейки, че материалните обстоятелства оформят идеите, а не обратното. С този аргумент Маркс следва Фойербах. Теорията на отчуждението, разработена в икономически и философски ръкописи 1844 г.(публикувани през 1932 г.) е вдъхновена от критиката на Фойербах на отчуждението на човека от бога чрез обективизирането на всичките ми присъщи характеристики по този начин, човека придава на бога всички качества, които са собствени качества на човека и, те определят „човешката природа“. Но независимо от това Маркс критикува Фойербах за това, че е недостатъчно материалистичен, тъй като Щирнер сам посочва и обяснява, че отчуждението описано от младохегелианците всъщност е резултат от структурите на самата икономика. Освен това, Маркс разкритикува концепцията на Фойербах за човешката природа. Фойербах вижда същността на религията в същността на човека. Но същността на човека не е абстракция, присъща на всеки индивид. В действителност това е ансамбъла на обществените отношения.
След това вместо да се спре на една индивидуална тема(предмет), както класическата философия, конструктуализма (Хобс, Джон Лок и Русо) или политикономията, Маркс започва с тоталността на социалните взаимоотношения, труда, езика и всички друго, което представлява нашето човешко съществуване. Той твърди, че индивидуализма е резултат от стоковия феминизъм или отчуждението. Някои твърдят, че Маркс въвежда в сила строг социален детерминизъм, които унищожава възможността за свободна воля.

### Критика на човешките права
Също като Бабьоф, които се счита за един от основателите на комунизма по време на френската революция, Маркс критикува Декларацията за правата на човека и гражданина от 1789 г. като „буржоазна декларация за правата на егоистичния индивид“, в крайна сметка основаващ се на правото на частната собственост, която икономизма извежда от своята мълчалива „философия на субекта“, която прокламира превъзходството на индивидуалното над обществените взаимоотношения. От друга страна, Маркс също така критикува и утилитаризма на Д. Бентам.
Наред с Фроид и Ницше, Маркс заема място сред триото от философи на 19век., които критикуват това превъзходство на предмета и на неговото съзнание. Вместо това Маркс вижда съзнанието като политическо. Според Маркс признаването на тези индивидуални права е резултат от универсалното разширяване на пазарните отношения в цялото общество, първо чрез първоначалното натрупване на капитал (включително първия период на европейски колониализъм), а след това и чрез глобализацията на капиталистическата система. Такива индивидуални права са симетрични на правото на работника „свободно“ да продава своята работна сила на пазара чрез юридически договори и в същото време това право работи като идеологическа средство за да смущават колективните обединения на производителите, които се изискват от индустриалната революция. По този начин в същото време когато индустриалната революция изисква масите да се концентрират в заводите и в градовете, индивидуалистката „буржоазна“ идеология ги отделя като взаимно конкуриращи се homo economicus.
Марксовата критика на идеологията за човешките права по този начин се отклонява от контрареволюционната критика на Едмънд Бърк, които отхвърля правата на човека в полза на „правото на индивида“. Това не е мотивирано възражение срещу Просвещенския универсализъм и хуманисткия проект за правото на традицията, както в случая с Бърк, но по-скоро на твърдението, че идеологията на икономизма и идеологията на човешките права са на обратната страна на една и съща монета, въпреки това, което казва Етиен Балибар: „акцентът поставен върху тези противоречия не може да звъни по значение на човешките права“. Според него Капиталът е надут каталог на човешките права в сравнение със скромната Магна Харта за работния ден ограничен от закона.
Създаването на нормален работен ден е следователно, продукт на продължителна гражданска война, повече или по-малко лукаво, между капиталистическата и работническата класа. Трябва да се признае, че нашият работник излиза от процеса на производство, по различен отколкото е влязъл. На пазара, той стоеше като собственик на стоката „работна сила“ лице в лице с други собственици на стоки, дилъри и др. Договора чрез, които продава на капиталиста работната си сила се оказва, така да се каже на черно и бяло, че той (работника) се освобождава свободно. Следователно сделката стига до заключението, че работника не е „свободен агент“, че времето, за което той е свободен да продаде своята работна сила е времето, за което той е принуден да го продаде. Всъщност „вампирът“(капиталиста) няма да загуби влиянието си върху него докато все още има мускул, нерви и капка кръв, които могат да бъдат използвани. За защита срещу „змията“ на техните страдания, работниците трябва да поставят главите си заедно и като класа да принудят приемането на закон, които да бъде една всемогъща социална бариера пречеща на самите работници и семействата им да се продават доброволно чрез договор с капиталиста в робство и смърт. На мястото на надут каталог на „неотменими права на човека“ идва скромната Магна Харта с правно ограничен работен ден, които ще направи ясно кога приключва времето, което работника „продава“ и кога започва неговото собствено "Quantum mutatus ab illo(как се променя от това, което той/тя беше).
Но комунистическата революция не се изчерпва с отрицанието на индивидуалната свобода и равенство (колективизъм), но и с „отрицанието на отрицанието“. Индивидуалната собственост в капиталистическия режим, в действителност е експроприация на непосредствените производители. Собствено спечелената частна собственост, която се основава, така да се каже върху срастването на изолирания, независим трудещ се индивид с условията на своя труд, постепенно се измества от капиталистическата частна собственост, която почива върху експлоатацията на формално свободната работна сила на другите т.е., върху заплащането на труда. Капиталистическия модел на бюджетни кредити в резултат на капиталистическия начин на производство, произвежда капиталистическата частна собственост, тъй като се основава на труда на притежателя. Но капиталистическото производство поражда с неумолимост един закон на природата и това е своето собствено отрицание. Това не възстановява частната собственост за производителя, но му дава индивидуалната собственост въз основа на придобитото от капиталистическата ера, т.е, на сътрудничество, общо притежание на земята и на средствата за производство.

### Критика на Фойербах
Това, което отличава Маркс от Фойербах, е погледът му за хуманизма. Според него погледът на Фойербах е прекалено абстрактен и така е не по-малко идеалистичен отколкото това, което цели да замени, а именно да конкретизира (уточни) идеята за бога, намираща се в институционалното християнство, което легитимира репресивния модел на пруската държава. Вместо това Маркс се опитва да даде онтологичен приоритет на това, което той нарича „процес на реалния живот“ на реалните човешки същества. По този въпрос Маркс и Фридрих Енгелс се аргументират в Немската идеология (1848 г.) чрез следните думи:
" В директен контраст с немската философия, която се спуска от небето на земята, тук ние се издигаме от земята към небето. Така да се каже, ние не изхождаме от това, което хората са казали и представели, а от мислите чрез които може да се стигне до хората от плът и кръв. Тръгнахме от реалните, активни мъже и в основа на техния процес на реален живот, които демонстрира развитието на идеологическите рефлексии на този живот. Формулирани в мозъка на човека също са задължителните сублимати на процеса на материалния живот, които е емпирично проверим и обвързан към материалните помещения. Морала, религията, метафизиката и останалата идеология със съответните и форми на съзнание вече не притежава подобие на независимост. Те нямат история, нямат развитие, но мъжете чрез развитието на материалното производство променят заедно с това и реалното си съществуване, начина на мислене, както и продуктите от тяхното мислене. Животът не се определя от съзнанието, а съзнанието от живота.
Също така в своите тезиси за Фойербах, младият Маркс скъсва с идеализма на Фойербах, той пише, че „философите само по различен начин са описвали света, задачата е той да бъде изменен“, а материалния подход позволява и задвижва такава промяна. Това противопоставяне между различни субективни интерпретации, дадени от философи, които могат да бъдат в известен смисъл сравнение с мирогледа замислен да узакони сегашното състояние на нещата и ефективната трансформация на света чрез практиката, която съчетава теория и практика по материалистичен начин. Именно това различава „марксистките философи“ от останалата част от философите. Всъщност скъсването на Маркс с немския идеализъм включва нова дефиниция на философията. Луи Алтюсер основател на „структурния Марксизъм“ през 1960 г. ще определи философията като „класова борба на теория“. Движението на Маркс далеч от философията на университета и сближаването му с работническото движение е неразривно свързано със скъсването му с неговите ранни писания. Факт, които принуждава марксистките изследователи да говорят за един „млад Маркс“ и за един „зрял Маркс“, въпреки че естеството на това разделение представлява проблем.
Една година преди революциите от 1848 г. Маркс и Енгелс написват Манифеста на комунистическата партия, които е подготвен за предстоящата революция и завършва с прочутия вик „пролетарии от всички страни съединявайте се….“ Въпреки това мисленето на Маркс се променя отново след декемврийския преврат на Луи Наполеон II през 1851 г., които слага край на френската втора република и създава втората империя, която ще просъществува до Френско-пруската война през 1870 г. По този начин Маркс променя своята теория на отчуждението, изложена в икономически и философски ръкописи (1844 г.) и по-късно ще стигне до неговата теория на стоковия фешитизъм, изложена в първата глава на първата книга на Капиталът (1867 г.). Това изоставяне на началната теория на отчуждението ще бъде обсъдено от няколко марксистки теоретици включително и марксистките хуманисти от Пракситката школа. Други, като Алтюсер, ще твърдят, че „епистемологичният разрив“ между „младия Маркс“ и „зрелия Маркс“ е такъв, че не може да се направи сравнение между двете произведения, което да маркира прехода към една научна теория за обществото.
През 1844 – 1945 г., когато Маркс започва да урежда „сметките“ си с Хегел и младите хегелианци в писанията си, той критикува младохегелианците за ограничаване на хоризонта на хоризонта на тяхната критика към религията и не приемане на критиката на държавата и гражданското общество като от първостепенно значение. Наистина през 1844 г. от вида на писанията на Маркс в този период най-известното от които е икономическо-философски ръкописи 1844 г.(текст, които изрично изработва неговата теория на отчуждението), мисленето на Маркс е можело да поеме поне по три възможни курса: изучаване на правото, религията и държавата, проучване на естествената философия, както и проучване на политикономията. Той избира последния курс като преобладаващия фокус на обучението си за остатъка от живота си, главно за сметка на предишния си опит като редактор на вестник „Rheimishe цаитунг“ от чиито страници, той се бори за свобода на изразяване против цензурата(пруската) и по-скоро прави идеалистка правна защита на селяните от Мозел, относно тяхното обичайно право да събират дърва в гората(това право е в точката на криминализирани и приватизирани от държавата). Тук Маркс осъзнава неспособността си да проникне под правната и полемичната повърхност на последния въпрос относно неговите материалистки, икономически и социални корени. Факт, който го подтиква към критично изучаване на политикономията.

## Историческия материализъм
Маркс обобщава материалистичния аспект на своята теория за историята, известен като историческия материализъм (този термин е въведен от Енгелс и популяризиран от Карл Кауцки и Георги Плеханов) в предговора на своя труд „Принос към критиката на политическата икономия“ (1859 г.).
| „ | В общественото производство и тяхното съществуване, хората неизбежно влизат в определени отношения, подходящи за даден етап в развитието на техните материални сили за производство. Съвкупността от тези производствени отношения представлява икономическата структура на обществото, реалната основа на която възниква правната и политическата надстройка. На нея отговарят определени форми на обществено съзнание. Начинът на производство на материалните условия на живот оформя общия процес на социалния, политически и интелектуален живот. Това не е съзнанието на хората, което определя тяхното съществуване, това е социалното им съществуване, което определя тяхното съзнание. | “ |

В краткото популяризиране на идеите си Маркс подчертава, че социалното развитие произлиза от присъщите противоречия в рамките на материалния живот и социалната надстройка. Това понятие често се разбира като просто историческо описание на първобитния комунизъм в робовладетелските държави. Робовладетелските държави са се развили във феодални общества. Тези общества от своя страна са подменени от капиталистическите държави, които държави ще бъдат свалени от осъзнатата част на работническата класа или пролетариата, създавайки условия за социализъм и в крайна сметка по-висша форма на комунизма от това, с което целият процес започва. Маркс илюстрира идеите си най-вече от развитието на капитализма от феодализма и чрез прогнозиране на развитието на социализма от самия капитализъм. Основната формулировка в предговора от 1859 г. приема каноничен статут в последвалото развитие на ортодоксалния марксизъм, по-специално в диалектическия материализъм („диамат“ както е известен в Съветския съюз и бившите социалистически държави). Тези формулировки дават път на вулгарния марксизъм като обикновен икономически детерминизъм (или икономизъм), които е критикуван от различни марксистки теоретици. Вулгарният марксизъм се разглежда като малко по-различен икономически детерминизъм, с твърдението си за определяне на идеологическата надстройка от икономическата структура (инфраструктура). Въпреки това позитивно четене, което най-често се основава на последните писания на Енгелс в опит да се теоретизира „научния социализъм“ (израз измислен от Енгелс), е оспорено от марксистките теоретици, като Антонио Грамши и Алтюсер. Някои смятат, че Маркс ги счита само за кратко резюме на огромните му бележки и продължителна работа, която е публикувана посмъртно над сто години по-късно известна като „Grundrisse“. Тези разтегнати и обемисти бележки, които Маркс разработва за своите изследвания върху политикономията и по-специално тези материали, свързани с изучаването на примитивния комунизъм и капиталистическото комунално производство в действителност, показват едно по-радикално „обръщане на Хегел с главата надолу“ отколкото дотогава признават повечето марксисти.
Вместо чрез просвещенската вяра в историческия прогрес и етапите, обяснени с факти от Хегел (често в расистки, европоцентричен начин, както са представени в лекциите му по философия и история), Маркс преследва в тези изследователски бележки определен емпиричен подход към анализа на историческите промени и различните начини на производство, подчертавайки ги, без да ги превръща в теологични парадигми. Богатите разновидности на общите постановки по целия свят и изключителната важност на колективната работническа класа като антагонизъм на капитализма са основна част от изследвания на Маркс.
Освен това е важно да се отбележи марксовото отхвърляне на необходимостта от буржоазна революция и приемането (възприемането) на общината, на която се основава системата за комунална земя в Русия. В своите писма от Алжир до Вера Засулич, Маркс показва уважение към егалитарната култура на северноафриканските мюсюлмански съсобственици (комуни). Той продължава да търси и изучава комуните и туземните култури по света. Маркс развива и допълва своите бележки до края на живота си, като по тях ясно се вижда историческия Маркс, които непрекъснато развива идеите си чак до смъртния си одър. Факт е, че той не се вмества в нито една предварително съществуваща „идеологическа усмирителна риза“.

## Различията в марксистката философия
Някои разновидности на марксистката философия са силно повлияни от Хегел, наблягайки на тоталността и дори на теологията. Например труда на Георг Лукач, чиито влияние се простира до съвременни мислители като Фредерик Джеймисън. Други смятат, че „целостта“ е просто друга версия на хегеловия дух и по този начин го осъждат като осакатяване, скрит идеализъм и т.н. Теодор Адорно е един от водещите философи на Франкфуртската школа, които е силно повлиян от Хегел и се опитва да заеме средна позиция между тези крайности. Адорно противоречи на мотото на Хегел „истината е цялото“ с нова версия „цялото е лъжа“. Но той пожелава да запази критическата теория като отрицателна, опозиционна версия ма утопията, описана от „хегеловия дух“.
Статутът ма хуманизма в марксистката мисъл е доста спорен. Много марксисти, особено хегелови марксисти, а също и онези, които са ангажирани с политическите програми(като например много комунистически партии) са били силно хуманистични. Тези хуманистични марксисти вярват, че марксизма описва истинския потенциал на човешките същества и че този потенциал може да бъде изпълнен в колективната свобода след като комунистическата революция е премахнала ограниченията на капитализма и поробването на човечеството. Праксистката школа основава своята теория върху писанията на младия Маркс, като набляга на хуманистичните и диалектическите аспекти. Въпреки това други марксисти, особено тези повлияни от Луи Алтюсер са също толкова силно анти-хуманисти. Анти-хуманистичните марксисти вярват, че идеи като „човечност“, „свобода“ и „човешки потенциал“ са чиста идеология или теоретични версии на буржоазния икономически ред. Те чувстват, че тези понятия могат да осъдят марксизма на теоретични противоречия, които могат да му навредят политически.

## Ключови творби и автори
Трудове на Карл Маркс и Фридрих Енгелс:
- Grundrisse
- Манифест на комунистическата партия
- Развитието на социализма от утопия в наука
- Критика на Готската програма
- Към критика на социалдемократическата проектопрограма от 1891 г.
- За авторитета
- Към историята на съюза на комунистите
- Карл Маркс
- Из положението на работническата класа в Англия
- Принципите на комунизма
- Учредителен манифест на международното работническо дружество
- Погребението на Карл Маркс
- Лудвиг Фойербах и краят на класическата немска философия
- Из немската идеология
- Из диалектика на природата
- Капиталът том 1, 2 и 3
- Класови борби във Франция
- Осемнадесети Брюмер на Луи Бонапарт
- Гражданската война във Франция
- Селската война в Германия
- Революция и контрареволюция в Германия
- Буржоазията и контрареволюцията
- Чернови на отговора на писмо на В. И. Засулич
- Произход на семейството, частната собственост и държавата
- Ролята на труда при превръщането на маймуната в човек
- За разлагането на феодализма и възникването на националните държави
- Ролята на насилието в историята
- Нищетата на философията
- Към жилищния въпрос
- Форми предшестващи капиталистическото производство
- Национализация на земята
- Селския въпрос в Германия и Франция
- Наемен труд и капитал
- Работната заплата цени и печалба
- Към критика на политическата икономия
- Увод към критиката на политическата икономия
- Анти-Дюринг
- Из икономическо-философски ръкописи от 1844 г.
- Бележки по най-новата пруска цензурна инструкция
- Дебатите на шестия рейнски Ландтаг
- Към критика на Хегеловата философия на правото
- Критически бележки относно статията на „Прусак“
- Успехите на движението за социално преустройство на континента
- Положението в Англия
- Из светото семейство или критика на критическата критика
- Из икономически ръкописи 1857 – 1859 г.
- Из икономически ръкописи 1861 – 1863 г.
- Към историята на ранното християнство
- Из допълнения към третия том на „Капиталът“ и други
- Избрани писма

## Ключови автори
- Владимир Илич Ленин
- Лев Троцки
- Роза Люксембург
- Антонио Грамши
- Ернест Блох
- Karl Korsh
- Георг Лукач
- Франкфуртската школа (Теодор Адорно, Херберт Маркузе, Юрген Хабермас)
- Валтер Бенямин
- Бертолт Брехт
- Луи Алтюсер и неговите студенти (Етиен Балибар, Ален Бадиу, Хак Расиер и Pierre Macherey)
- Праксиската школа
- Фредерик Джеймисън
- Антонио Негри
- Helmut Reichelt
- Славой Жижек
- Мао Дзедун